# カルロス・エルモシージョ
カルロス・マヌエル・エルモシージョ・ゴイトルトゥア（スペイン語: Carlos Manuel Hermosillo Goytortúa、1964年8月24日 - ）は、メキシコの元サッカー選手。元メキシコ代表。ポジションはFW。

## クラブ歴
クラブ・アメリカの下部組織出身で1983年にトップチームに昇格。1986年8月17日の試合ではCDグアダラハラのフェルナンド・キラルテと揉めたのを切っ掛けにして両チームの選手が揉み合いになったため、12試合の出場停止処分を受けた。
1990年にスタンダール・リエージュに移籍したが、5試合1得点に終わった。同年、CFモンテレイに移籍しメキシコに復帰。
1991年にクルス・アスルに移籍。1994-95シーズンには35得点、1995-96シーズンには36得点と大活躍を見せた。1997年のリーグファイナルでは後半アディショナルタイムにクルブ・レオンのアンヘル・コミッツォに顔面を蹴られPKを獲得。審判に血を拭くかどうか尋ねられたがこれを無視してPKを蹴り、クルス・アスルの優勝が決まった。しかしこの後、クルス・アスルは主要大会の決勝後半アディショナルタイムに悉く失点してタイトルを逃し続け、2013年にやっとコパ・メヒコで優勝、2014年にCONCACAFチャンピオンズリーグで優勝した。他方のレオンも5年後の2002年に降格し、2012年まで昇格する事すら叶わず、2013年にやっと優勝する事が出来た。このためこの交錯は、血によって呪いがかかったとサッカーファンによって言われるようになり、「コミッツォの呪い」として知られるようになった。
1998年にクラブ・ネカクサに移籍。同年、ロサンゼルス・ギャラクシーに移籍。2シーズンで14得点15アシストを記録、更にプレーオフでも5得点1アシストを記録した。
1999年にクラブ・アメリカに10年ぶりの復帰。翌年、アトランテFCに、2001年にグアダラハラに移籍し引退した。

## 代表歴
1984年からメキシコ代表に選出され、1986 FIFAワールドカップ、1994 FIFAワールドカップに出場。1997年まで代表として出場を重ね、90試合35得点の結果を残した。メキシコ代表史上でも屈指のスコアラーとして活躍した。

## 選手引退後
2006年12月1日にフェリペ・カルデロン内閣で国のスポーツ委員会の委員長に就任した。